# 78
Glej tudi: število 78
78 (LXXVIII) je bilo navadno leto, ki se je po julijanskem koledarju začelo na četrtek.

## Dogodki
- 1. januar

## Rojstva
- Čang Heng, kitajski matematik, astronom, učenjak, geograf, izumitelj, umetnik, pesnik († 139)

## Smrti
- Vologas I. Partski, veliki kralj Partskega cesarstva od 51 do 78 n. št. (* ni znano)